# Stazione di Kameido
La Stazione di Kameido (亀戸駅?, Kameido-eki) è una stazione ferroviaria di Tokyo situata nel quartiere di Kōtō che serve le linee Chūō-Sōbu della JR East e Tōbu Kameido delle Ferrovie Tōbu.

## Linee
- East Japan Railway Company
  - ■ Linea Sōbu Rapida
- Ferrovie Tōbu
  - ● Linea Tōbu Kameido

## Struttura

### Stazione JR
La stazione è dotata di una banchina centrale a isola con due binari sopraelevati.
| 1 | ■ Linea Chūō-Sōbu | per Akihabara, Shinjuku e Mitaka                   |
| 2 | ■ Linea Chūō-Sōbu | per Shin-Koiwa, Nishi-Funabashi, Tsudanuma e Chiba |

### Stazione Tōbu
La stazione è situata al livello del terreno con una piattaforma a isola centrale.
| 1-2 | ● Linea Tōbu Kameido | per Hikifune |

## Stazioni adiacenti
| «                  | Servizio        | »               |
| Linea Chūō-Sōbu    | Linea Chūō-Sōbu | Linea Chūō-Sōbu |
| ------------------ | --------------- | --------------- |
| Kinshichō          | Locale          | Hirai           |
| Linea Tōbu Kameido |                 |                 |
| Capolinea          | Locale          | Kameidosuijin   |